# Jorba
Jorba est une commune de la province de Barcelone, en Catalogne, en Espagne, de la comarque d'Anoia

## Histoire
La ville est mentionnée dans un document de 978 comme une possession de l'évêché de Vic. Dans le XIIe siècle elle appartenait à la baronnie du premier seigneur Jorba Jorba Guerau. Plus tard, la baronnie fut incorporé à celle de Cardona. Ensuite passé à travers les différentes familles tel que la famille de Ponts ou de Guimerà. Après l'abolition de la féodalité, le château de Jorba a été acheté par deux frères industriels.
Combat de Jorba le 25 juillet 1823 durant l'expédition d'Espagne.